# Elecciones presidenciales de la República de China de 2008

Emblema del estado de Taiwán.

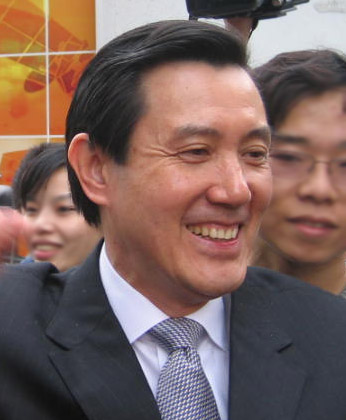
El ganador Ma Ying-jeou, hasta entonces en la oposición del Kuomintang.

Las elecciones presidenciales taiwanesas de 2008 (oficialmente en chino tradicional, 第十二任中華民國總統副總統選舉 pinyin: Dì shí'èr rèn zhōnghuá mínguó zǒngtǒng fù zǒngtǒng xuǎnjǔ; Wade-Giles: Ti shih erh jen Chung Hua Min Kuo tsung t'ung fu tsung t'ung hsuan chu) se celebraron para elegir presidente y vicepresidente de la República de China para el duodécimo mandato el sábado 22 de marzo de 2008. En ellas fue elegido el candidato a presidente por el Partido Kuomintang (KMT) llamado Ma Ying-jeou con un 58% del voto, sucediendo 8 años de mandato del Partido Democrático Progresista (PDP). Esta decisión supone un acercamiento a la República Popular China.
En realidad esta fue la cuarta elección directa del presidente de la República de China. Los dos candidatos fueron por el PPD Frank Hsieh y por el kuomintang Ma Ying-jeou, este con el expresidente Vincent Siew como candidato a la vicepresidencia; ambos partidos anunciaron sus candidaturas en verano de 2007.  
Aunque la campaña simultaneó con la violencia desatada en Tíbet y unas relaciones entre la China Popular y Taiwán especialmente tensas estas apenas han movilizado a la población comparadas con las presidenciales del 2000 y 2004.
Nota: La llamada República de China es la heredera del gobierno que perdió la guerra civil china (1927-1950) y controla apenas la isla de Taiwán y otras islillas cercanas, por ello suele ser llamado "Taiwán" en vez de "República de China" para no confundirse con la China Popular, habitualmente llamada "China" y que reclama la isla de Taiwán.

## Resultados
El vencedor Ma obtuvo el 58% de los siete millones de votantes (Taiwán tiene una población de 23 millones, pero 13 millones de personas están inscritan en esta elección) mientras que el candidato del DPP se llevó el restante 42% en estas elecciones bipartidistas. El anterior presidente era Chen Shui-bian y como su partido defendía el nacionalismo radical. Sin embargo ambos partidos, en diferente medida, defendían el acercamiento a China que no admite relaciones de ningún tipo con terceros países que reconozcan o sencillamente mantengan relaciones con Taiwán (política llamada "una sola China") por lo que este aislamiento castigaba la economía de la isla, considerado un país parcialmente reconocido.